# 大阪体育大学短期大学部
大阪体育大学短期大学部（日语：／ Osaka Taiiku Daigaku Tanki Daigakubu *），简称大体大短大部（だいたいだいたんだいぶ），是過去一所位于日本大阪府泉南郡熊取町的私立短期大学。

## 概要

### 简介
- 学校最早可以追溯到1989年[1]。短期大学为于2000年开办[1]、由学校法人浪商学园经营、招生到2009年、停办于2011年。

### 历史
- 2000年 大阪体育大学短期大学部成立并同时设置健康福利学科、保健福利学科（保健福利专攻和精神保健福利专攻）[1]。
- 2003年，健康福祉学科更名为护理福利学科。保健福利学科（保健福利专攻和精神保健福利专攻）停止招生[1]。
- 2004年，保健福利学科（保健福利专攻和精神保健福利专攻）停办[1]。
- 2010年，大阪体育大学短期大学部停止招生[2]。
- 2011年 停辦。

### 宪章
- 请参看大阪体育大学短期大学部的标志 （日語） 2013年11月22日阅览。

## 学校环境
- 校区：在大阪府泉南郡熊取町了

## 历任校长
- 永吉宏英：现在短期大学校长[3]

## 组织

### 学科
- 护理福利学科[注 2]

### 前学科
- 保健福利学科[注 1]
  - 保健福利专攻[注 1]
  - 精神保健福利专攻[注 1]

### 专科
- 没有

### 业余课程
- 没有

## 相关链接
- 日本短期大学列表
- 大阪体育大学